# Magia obłoków
Magia obłoków – czwarty album Marka Grechuty, wydany w 1974 przez firmę Pronit (Pronit SXL1077).

## Wersja oryginalna z 1974 roku
1. W pochodzie dni i nocy (muz. Marek Grechuta, sł. Leszek Aleksander Moczulski)
2. Igła (muz. Marek Grechuta, sł. Tadeusz Śliwiak)
3. Świat w obłokach (muz. Marek Grechuta, sł. Ryszard Krynicki)
4. A więc to nie tak (muz. Marek Grechuta, sł. Ewa Lipska)
5. Godzina miłowania (muz. i sł. Marek Grechuta)
6. Suita Spotkania w czasie z filmu Jastrun:
  1. Walc na trawie (muz. Marek Grechuta)
  2. Ulica cieni (muz. Marek Grechuta)
  3. Zmierzch (muz. Marek Grechuta)
  4. Ptak śpiewa o poranku (muz. Marek Grechuta, sł. Mieczysław Jastrun)
7. Na szarość naszych nocy (muz. Marek Grechuta, sł. Leszek Aleksander Moczulski)

W nagraniach wzięli udział:
- Marek Grechuta – śpiew, fortepian
- Antoni Krupa – gitara elektryczna
- Piotr Michera – skrzypce elektryczne, gitara akustyczna
- Eugeniusz Obarski – fortepian, instrumenty perkusyjne
- Jan Adam Cichy – gitara basowa
- Kazimierz Jonkisz – instrumenty perkusyjne
- oraz grupy wokalne Boom i Gramine

Nagrano w studio Polskich Nagrań w Warszawie w maju 1974 roku

## Wersja rozszerzona z 2000 roku
W antologii Świecie nasz oryginalna płyta została wzbogacona o 9 dodatkowych utworów:
1. Znajdziemy sobie (muz. Marek Sewen, sł. Adam Kreczmar)
2. Suita Spotkanie w czasie (muz. Marek Grechuta, sł. Mieczysław Jastrun)
3. Krajobraz z wilgą i ludzie (muz. Marek Grechuta, sł. Tadeusz Nowak)
4. Gdziekolwiek (muz. Marek Grechuta, sł. Jan Zych)
5. Świecie nasz (muz. Jan Kanty Pawluśkiewicz, sł. Marek Grechuta)
6. Ocalić od zapomnienia (muz. Marek Grechuta, sł. Konstanty Ildefons Gałczyński)
7. Świat w obłokach (muz. Marek Grechuta, sł. Ryszard Krynicki)
8. Godzina miłowania (muz. i sł. Marek Grechuta)
9. Muza pomyślności (muz. i sł. Marek Grechuta)

(11)
Nagrano w studio Polskich Nagrań w Warszawie w 1972 roku
Utwór pochodzi z Oratorium Beatowego To pejzaż mojej ziemi (Muza, SXL 0938)
Skład zespołu:
- Marek Grechuta – śpiew
- Paweł Ścierański – gitary
- Paweł Jarzębski – kontrabas
- Bogdan Kulik – perkusja

(12)
Nagrano w Wytwórni Filmów Oświatowych w Łodzi w 1973 roku
Skład zespołu:
- Marek Grechuta – śpiew, fortepian, pianino dziecięce
- Antoni Krupa – gitara elektryczna
- Piotr Michera – skrzypce elektryczne, gitara akustyczna
- Eugeniusz Obarski – instrumenty perkusyjne
- Jerzy Redich – gitara basowa
- Wojciech Tarczyński – perkusja

(13-14)
Nagrano w Radio Kraków w 1973 roku
Skład zespołu:
- Marek Grechuta – śpiew, fortepian
- Antoni Krupa – gitara elektryczna
- Piotr Michera – skrzypce elektryczne, gitara akustyczna
- Paweł Jarzębski – kontrabas
- Eugeniusz Obarski – fortepian, instrumenty perkusyjne
- Kazimierz Jonkisz – perkusja

oraz zespół wokalny (14) i Teresa Haremza (śpiew – 13)
(15-17)
Nagrania koncertowe z XII KFPP Opole 1974
Skład zespołu:
- Marek Grechuta – śpiew, fortepian - 16
- Antoni Krupa – gitara elektryczna - 15, 17
- Piotr Michera – skrzypce elektryczne - 15,17
- Eugeniusz Obarski – fortepian - 15, 17
- Jan Adam Cichy  -  gitara basowa - 15, 17
- Kazimierz Jonkisz – perkusja - 15, 17

oraz 
zespół wokalny Alibabki
Orkiestra PRiTV w Warszawie pod dyrekcją Stefana Rachonia
(18-19)
Nagrania koncertowe z recitalu w Szkole Muzycznej w Opolu (24 VI 1976)
towarzyszącego XIV KFPP Opole 1976
Skład zespołu:
- Marek Grechuta – śpiew, zapowiedzi
- Jan Kanty Pawluśkiewicz – fortepian
- Michał Półtorak – skrzypce
- Paweł Ścierański – gitara
- Krzysztof Ścierański – gitara basowa
- Marian Bronikowski – perkusja

## Ekipa
- Reżyser nagrania: Zofia Gajewska
- Operator dźwięku: Jacek Złotkowski
- Projekt okładki albumu: Waldemar Świerzy
- Fotografie na okładce: Zenon Wróbel

## Wydania
- 1974 - Pronit (LP)
- 2000 - EMI Music Poland (CD)
- 2001 - EMI Music Poland (CD, box Świecie nasz)
- 2005 - EMI Music Poland (koperta, box Świecie nasz)
- 2014 - xDisc (mp3)
- 2016 - Warner Music Poland (LP)